# Šigeru Saeki
Šigeru Saeki (佐伯 繁, Saeki Shigeru, * 24. června 1969, prefektura Tojama, Japonsko) je japonský fotograf a promotér a manažer smíšených bojových umění.

## Životopis
Saeki pracoval jako fotoreportér v různých sportovních médiích a v roce 2001 se stal prezidentem propagace Deep 2001 . Saeki se připojil k Dream Stage Entertainment (DSE), aby propagoval sérii Pride Bušido která začala v roce 2003 a kde zastával pozici ředitele public relations. 
Po rozpuštění DSE v roce 2007 Saeki nadále působil jako prezident Deep a později se také stala supervizor Jewela propagujících ženy založeném v roce 2008. V roce 2011 se Saeki stal jedním ze spoluorganizátorů amatérské propagace Japan MMA League (JML). 